# Anima italiana
Anima italiana è il secondo singolo promozionale estratto da Tozzi Masini, album nato dalla collaborazione artistica tra Umberto Tozzi e Marco Masini.
Del singolo è stato girato anche un videoclip, regia di Leonardo Torrini.

## Tracce
1. Anima italiana - (3:22)